# St. Jakob (Drossen)

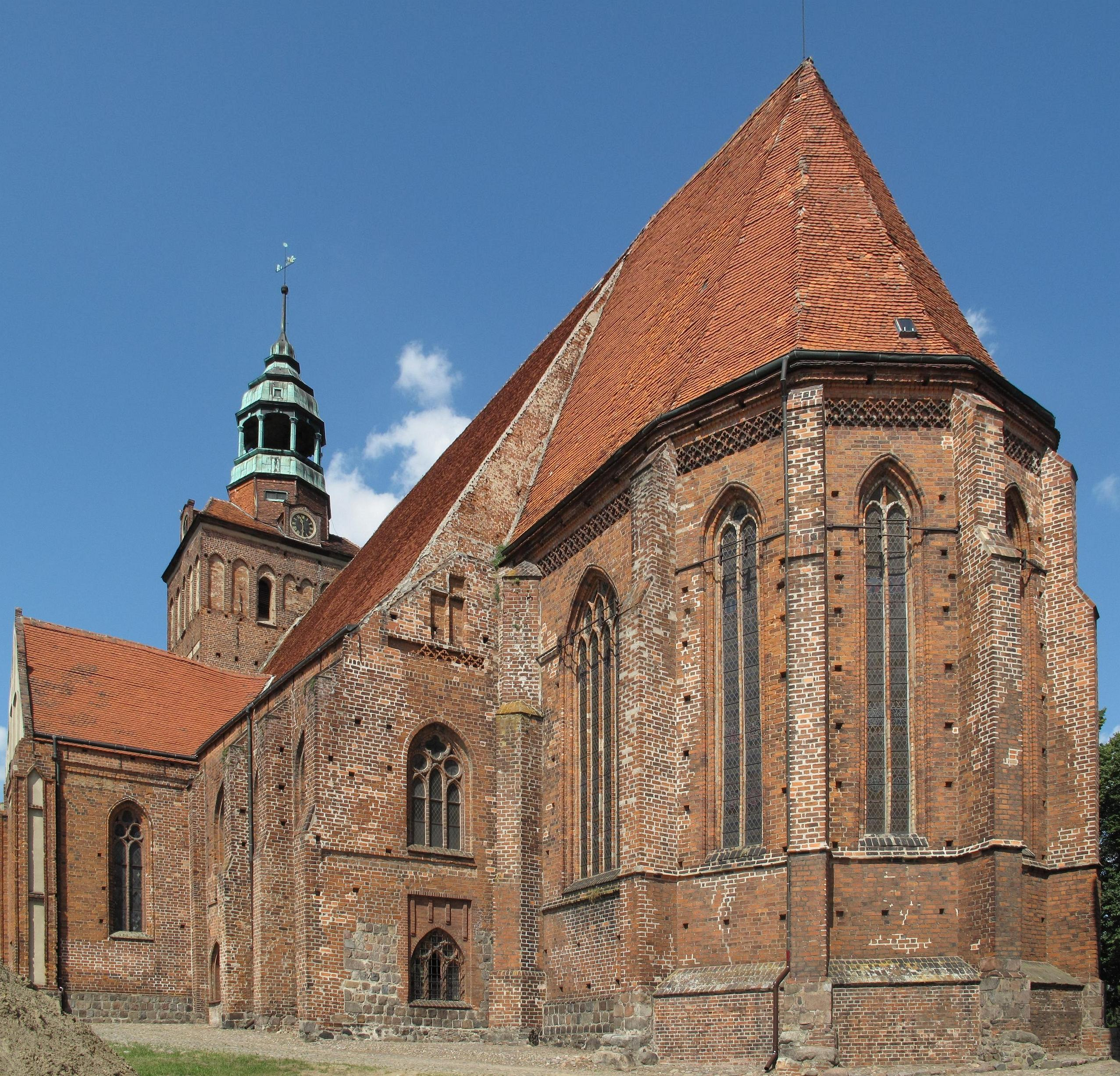
Kirche St. Jakob

Die römisch-katholische Kirche St. Jakob (polnisch Kościół św. Jakuba Apostoł) in Ośno Lubuskie (deutsch Drossen) ist eine Hallenkirche mit einem Kirchenschiff und Chor.

## Geschichte
Die erste Backsteinkirche wurde wahrscheinlich in der ersten Hälfte des 14. Jahrhunderts an der Stelle eines älteren Granitbaus errichtet. Die Kapelle beim südlichen Seitenschiff aus dem ersten Drittel des 15. Jahrhunderts zeigt mit dekorativen Ecklisenen Merkmale der Architektur von Hinrich Brunsberg. Der Turm sowie die östliche Verlängerung des Chors stammen vermutlich vom Ende des 15. Jahrhunderts. Die Gewölbe wurden frühestens nach einem Einsturz 1532 eingezogen.

## Bauwerk
Es handelt sich um eine dreijochige Stufenhalle, an die sich ein einschiffiger und dreijochiger Chor mit 5/10-Schluss anfügt. Das lang gestreckte Kirchenschiff geht in den Chor über, mit dem es unter einem gemeinsamen Satteldach liegt. Der Westturm ist breiter als das Mittelschiff und überragt dessen Dach. Der Bau zeigt Ähnlichkeiten mit der Kirche zu Soldin, ebenso Beziehungen zum Mariendom in Landsberg. Die schräg stehenden Chorstrebepfeiler kennzeichnen den geraden Ostabschluss des ersten Baus. Die verstärkte Westmauer, ihr Heraustreten über die Linie der Seitenschiffe und Verzahnungsspuren belegen, dass ein deutlich breiterer Turm geplant war. Es sollte ein Westquerriegel entstehen, der breiter als das Langhaus gewesen wäre.
Die Joche im Mittelschiff und Chor sind querrechteckig, die Joche in den Seitenschiffen sind schmal-längsrechteckig. Das Mittelschiff überragt die Seitenschiffe deutlich und hat die gleiche Höhe wie der Chor, von dem es durch einen nur schwach akzentuierten Triumphbogen getrennt ist. Die Seitenschiffe öffnen sich zum  Mittelschiff hin durch breite Arkaden, getragen von Bündelpfeilern. An die beiden westlichen Chorjoche sind Erweiterungsbauten angefügt, von denen sich der nördliche wie ein Seitenschiff mit Arkaden zum Chor hin öffnet. Die Gewölbe sind spätgotisch, mit der Ausnahme des Mittelschiffs und des Ostteils des Chors, wo sich Gewölbe aus dem 19. Jahrhundert befinden.